# Best Friend of Charleston
Die Best Friend of Charleston war eine Dampflokomotive in den Vereinigten Staaten. Sie gilt als erste vollständig in den USA gebaute Dampflokomotive und als erste in den USA durch eine Kesselexplosion zerstörte Dampflokomotive.

## Geschichte
Die Lokomotive wurde 1830 für die South Carolina Canal and Railroad Company von der West Point Foundry in Cold Spring (New York) gebaut. Für den Transport zu ihrem zukünftigen Einsatzort wurde sie wieder zerlegt und auf einem Schiff nach Charleston (South Carolina) gebracht, wo sie im Oktober 1830 eintraf. Wieder zusammengebaut wurde sie inoffiziell Best Friend of Charleston genannt. Nach der Eröffnungsfahrt an Weihnachten 1830 wurde die Lokomotive ab dem 15. Januar 1831 für den Reisezugverkehr auf der zehn Kilometer langen Musterstrecke der zukünftigen Bahnstrecke Charleston–Hamburg eingesetzt. Die Lokomotive erreichte eine Geschwindigkeit von 25 km/h bis 40 km/h – Geschwindigkeiten, die damals nur von einem geübten Reiter mit einem trainierten Pferd erreicht werden konnten.
Die South Carolina Canal and Railroad Company hatte die Aufgabe, eine 219 km lange Strecke für den Abtransport von Baumwolle von Charleston nach Hamburg (South Carolina) zu bauen. Der Leitende Ingenieur der Gesellschaft war Horatio Allen, der bereits bei der Delaware and Hudson Canal Company den Dampfbetrieb auf der Eisenbahn einführen wollte. Die Gleise dieser Bahn waren aber nicht für das Gewicht von Lokomotiven ausgelegt, so dass die Stourbridge Lion und ihre Schwestermaschinen nur für einige Probefahrten eingesetzt und danach abgestellt wurden. Im Gegensatz zu dieser Bahn war bei der South Carolina Canal and Railroad Company von Beginn an Dampfbetrieb vorgesehen und die Gleise dementsprechend ausgelegt.
Bei der Eröffnung des durchgehenden Betriebes 1833 gab es die Best Friend of Charleston bereits nicht mehr. Sie wurde am 17. Juni 1831 bei einer Kesselexplosion zerstört, weil der Heizer, ein Sklave, den Hebel der Handbetätigung der Sicherheitsventile des Kessels in geschlossener Stellung festgelegt hatte und sich drauf setzte. Der Unfall ereignete sich in North Charleston, als der Heizer die Lokomotive auf einer Drehscheibe für die Rückfahrt nach Charleston drehte, während der Lokführer die mit Holz beladenen anzuhängenden Wagen kontrollierte. Der Heizer verlor sein Leben bei diesem Unfall, der Lokführer wurde am Rücken verbrüht und einige weitere Personen wurden verletzt. Der Unfall gilt als erste belegte Kesselexplosion einer Dampflokomotive in Amerika, auch wenn es Vermutungen gibt, dass bereits am 26. Juli 1829 die America bei der Delaware and Hudson Canal Company durch eine Kesselexplosion zerstört wurde.
Nach dem Vorfall wurden Sicherheitsventile eingeführt, welche nicht in geschlossener Stellung festgelegt werden konnten. Die Bahn nahm zusätzlich in das Regelwerk auf, dass der Lokführer während des Dienstes immer bei der Lokomotive zu bleiben hat und stellte einen zusätzlichen Conductor ein, der sich um Wagen, Weichen und Reisende zu kümmern hatte, damit der Lokführer seinen Arbeitsplatz nicht mehr verlassen musste.
Die noch brauchbaren Teile der zerstörten Best Friend of Charleston wurden zum Bau der Lokomotive Phoenix benutzt, welche bis zum Sezessionskrieg im Einsatz war.

## Technik
Die Best Friend of Charleston wurde von E. L. Miller aus Charleston entworfen. Sie wog etwa 4,5 Tonnen und besaß einen stehenden holzbefeuerten Rauchrohrkessel mit Schornstein, der im hinteren Bereich der Lok angeordnet und für einen Betriebsdruck von 3,4 bar ausgelegt war. Der Wasservorrat wurde in einem Kasten unter dem vorderen Ende des Rahmens mitgeführt. Die beiden vorne neben dem Lokführer leicht schräg angeordneten Zylinder hatten 15 cm Durchmesser und einen Hub von 41 cm. Die Treibräder hatten einen Durchmesser von 137 cm. Die Lokomotive hatte eine Leistung von 12 PS und erreichte 32 km/h mit einem Zug aus fünf Wagen, die mit 50 Reisenden besetzt waren.

## Nachbauten

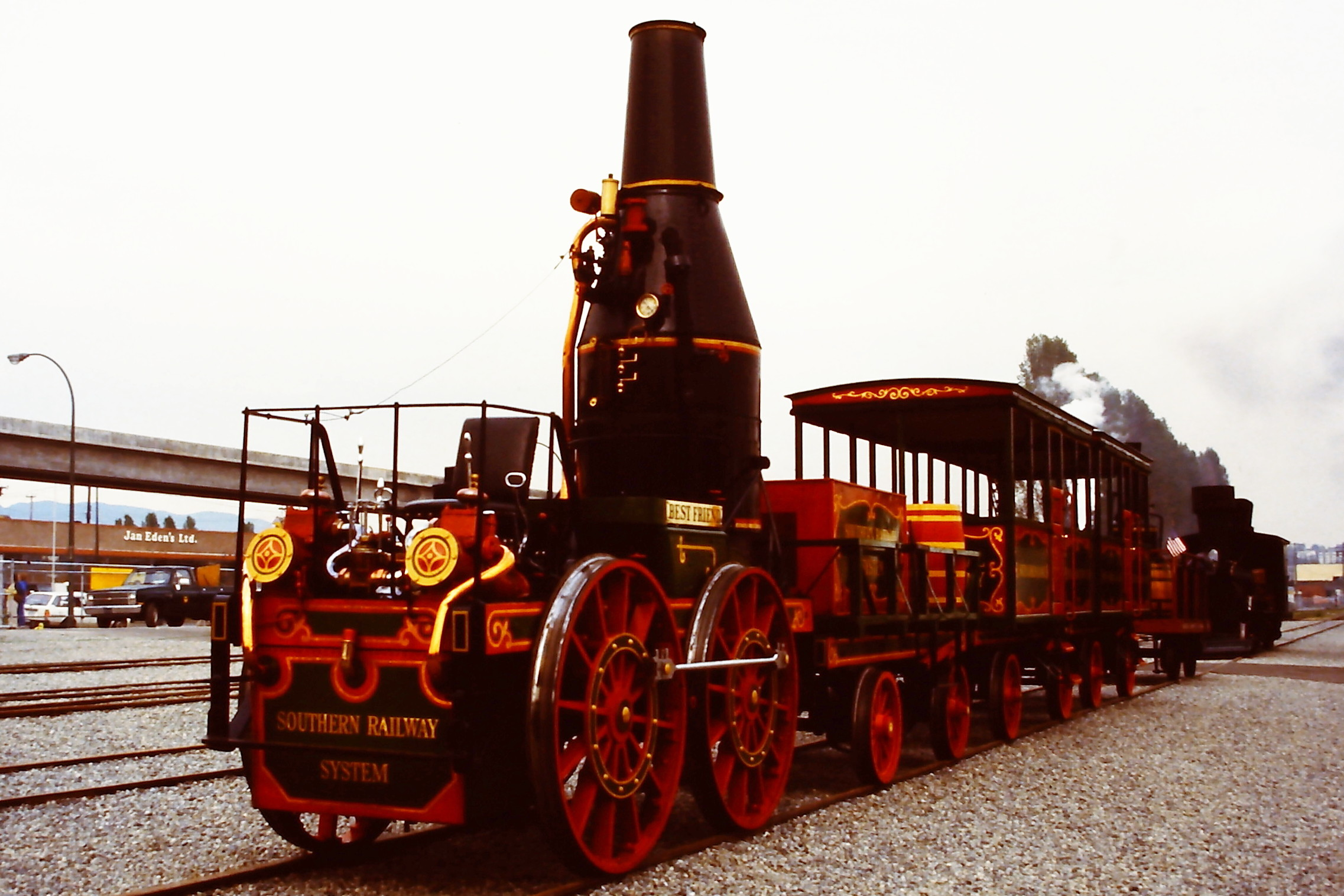
Der Nachbau des Best Friend of Charleston

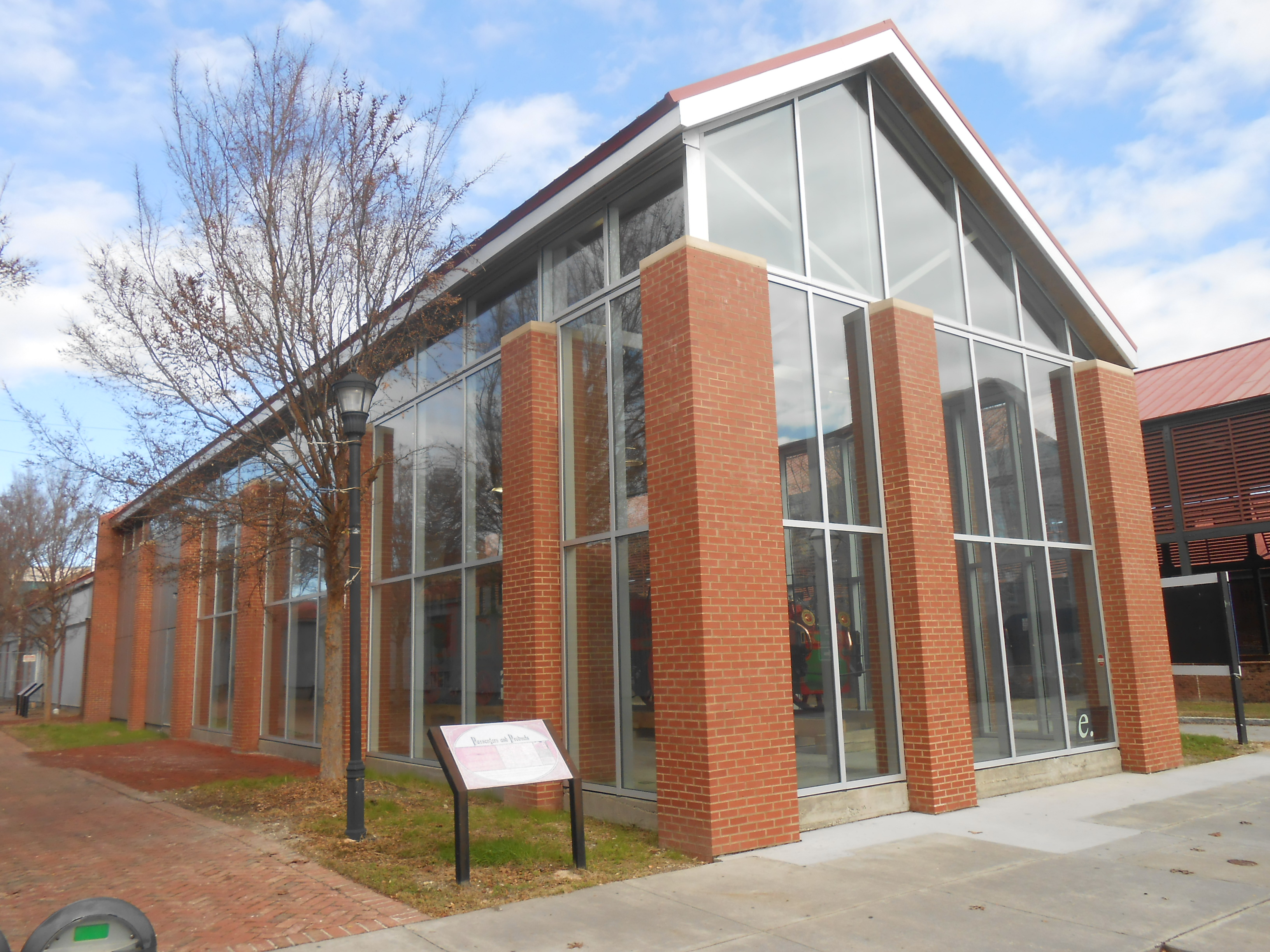
Der Nachbau der Best Friend of Charleston von 1928 ist seit 2013 in diesem Museum untergebracht.

1928 baute die Norfolk Southern Railway (NS) zur Feier des hundertjährigen Bestehens der Strecke eine betriebsfähige Nachbildung des Zuges aus den Anfangsjahren. Zur Best Friend of Charleston wurden auch zwei passende Reisezugwagen gebaut. Die NS ist die heutige Nachfolgerin der South Carolina Canal and Railroad Company, welche die Strecke betrieb. Der nach Originalplänen nachgebildete Zug wurde in den folgenden Jahren an Veranstaltungen in der ganzen USA gezeigt und vorgeführt. 1993 wurde der Zug der Stadt Charleston übergeben und in einem ehemaligen Lokschuppen, dem Best Friend of Charleston Engine House, an der 32 Ann Street  ausgestellt. Das Museum wurde vom Ortsverband Charleston der National Railway Historical Society betrieben. Es schloss im Jahr 2000.
Im August 2007 wurde der Best Friend Zug für sechs Jahre an die NS ausgeliehen. Er wurde in den Werkstätten der NS in Chattanooga (Tennessee) aufgearbeitet, bevor er nach New York gebracht wurde, wo er am 12. Dezember 2005 vor der New York Stock Exchange zur Feier des 175-jährigen Firmenjubiläums der NS ausgestellt wurde. Auf dem Rückweg machte die Lokomotive am 15. und 16. Dezember vor dem Firmensitz der NS in Norfolk, Virginia halt und wurde danach am Firmensitz der NS an der 1200 Peachtree Street  in der Innenstadt von Atlanta ausgestellt. 2013 kehrte der Nachbau nach Charleston zurück, wo er in einem neuen Museum an der John Street  ausgestellt wird. Das Museum wurde im Mai 2014 im Charleston Historic District eröffnet.
Ein weiterer Nachbau ist im South Carolina State Museum  in Columbia ausgestellt.